# African Raiders-01
African Raiders-01 est un jeu vidéo de course développé par Coktel Vision et édité par Tomahawk, sorti en 1988 sur DOS, Amiga et Atari ST. Le jeu est sous licence du Rallye Dakar 1988.

## Système de jeu
Les niveaux du jeu sont les suivants :
- Tunis - In Salah (5726 km)
- Ouallene - Achegour (4353 km)
- Achegour - Niamey (4587 km)
- Ouagadougou - Bamako (4438 km)
- Bamako - Dakar (3622 km)

## Accueil
- Aktueller Software Markt : 4,4/12[1]
- The Games Machine : 48 %[2]